# ليزلي براون (مؤرخة)
ليزلي براون (بالإنجليزية: Leslie Brown)‏ هي مؤرخة أمريكية، ولدت في 1954 في نيويورك في الولايات المتحدة، وتوفيت في 5 أغسطس 2016.